# (74362) 1998 WY19
1998 دابليو واي 19 (ويعرف أيضًا باسم (74362) 1998 دابليو واي 19 وفق تسمية الكوكب الصغير) (بالإنجليزية: 1998 WY19)‏ هو كويكب ضمن حزام الكويكبات؛ وترتيبه 74362 من حيث الاكتشاف.
اكتُشف هذا الجُرم الفلكي بواسطة Frank B. Zoltowski ‏ في 29 نوفمبر 1998.

## وصلات خارجية
- (74362) 1998 WY19 في قاعدة بيانات مختبر الدفع النفاث لأجرام النظام الشمسي الصغيرة

- الاكتشاف · مخطط المدار ·  العناصر المدارية · المعلمات المادية

- (74362) 1998 WY19 على موقع ويكي سكاي: DSS2, SDSS, GALEX, IRAS, Hydrogen α, X-Ray, Astrophoto, Sky Map, Articles and images